# Ulugombakia platytarsus
Ulugombakia platytarsus là một loài Hymenoptera trong họ Apidae. Loài này được Baker mô tả khoa học năm 2003.